# Ptichodis immunella
Ptichodis immunella là một loài bướm đêm trong họ Erebidae.